# Rjúpnafell (kulle i Island, Suðurland, lat 63,69, long -19,40)
Rjúpnafell är ett berg i republiken Island. Det ligger i regionen Suðurland, 130 km öster om huvudstaden Reykjavík. Toppen på Rjúpnafell är 824 meter över havet.